# Kommunalvalget i Glostrup Kommune 2021
Kommunalvalget i Glostrup Kommune 2021 bliver afholdt som del af kommunal- og regionsrådsvalg 2021 i Danmark tirsdag den 16. november 2021. Der skal vælges 19 medlemmer af kommunalbestyrelsen, og der kræves dermed 10 mandater for at danne et flertal. Siddende borgmester, John Engelhardt fra partiet Venstre, genopstiller ikke.
I alt stiller 92 kandidater op fordelt på 11 partier. Der er anmeldt følgende valgforbund:
| Valgforbund   | Partier                        |
| ------------- | ------------------------------ |
| Valgforbund 1 | I. Liberal Alliance            |
|               | O. Dansk Folkeparti            |
|               | U. Bylisten                    |
| Valgforbund 2 | C. Det Konservative Folkeparti |
|               | D. Nye Borgerlige              |
| Valgforbund 3 | B. Radikale Venstre            |
|               | F. Socialistisk Folkeparti     |
|               | Ø. Enhedslisten                |
| Valgforbund 4 | L. Glostrup Borgerliste        |
|               | V. Venstre                     |

## Partier og spidskandidater
| Liste | Parti                       | Spidskandidat            | Mandater | +/- |
| ----- | --------------------------- | ------------------------ | -------- | --- |
| A     | Socialdemokratiet           | Kasper Damsgaard         |          |     |
| B     | Radikale Venstre            | Emilie Sloth             |          |     |
| C     | Det Konservative Folkeparti | Dan Kornbek Christiansen |          |     |
| D     | Nye Borgerlige              | Tonny Madsen             |          |     |
| F     | Socialistisk Folkeparti     | Henrik Lund              |          |     |
| I     | Liberal Alliance            | Marlene Frandsen         |          |     |
| L     | Glostrup Borgerliste        | Flemming Ørhem           |          |     |
| O     | Dansk Folkeparti            | Peder Kähler             |          |     |
| U     | Bylisten                    | Lars Thomsen             |          |     |
| V     | Venstre                     | Piet Papageorge          |          |     |
| Ø     | Enhedslisten                | Kirstina Tranberg        |          |     |

## Valgte medlemmer af kommunalbestyrelsen
| Mandatnr. | Navn                     | Parti                       |
| --------- | ------------------------ | --------------------------- |
| 1         | Kasper Damsgaard         | Socialdemokratiet           |
| 2         | Piet Papageorge          | Venstre                     |
| 3         | Søren Enemark            | Socialdemokratiet           |
| 4         | Emilie Sloth             | Radikale Venstre            |
| 5         | Leif Meyer Olsen         | Venstre                     |
| 6         | Lars Thomsen             | Bylisten                    |
| 7         | Annette Normind Thomsen  | Socialdemokratiet           |
| 8         | Dan Kornbek Christiansen | Det Konservative Folkeparti |
| 9         | Camilla Christensen      | Socialdemokratiet           |
| 10        | Maja Lüchau              | Venstre                     |
| 11        | Torben Jensen            | Socialdemokratiet           |
| 12        | Henrik Lund              | Socialistisk Folkeparti     |
| 13        | Torben Martinsen         | Venstre                     |
| 14        | Kirstine Bjarnt          | Bylisten                    |
| 15        | Helle Bager Nielsen      | Socialdemokratiet           |
| 16        | Vicky Schumann           | Det Konservative Folkeparti |
| 17        | Gert Jensen              | Venstre                     |
| 18        | Waqar Ahmed              | Socialdemokratiet           |
| 19        | Lisa Ward                | Socialdemokratiet           |